# Lord Camber's Ladies
Lord Camber's Ladies é um filme britânico de 1932, do gênero drama, dirigido por Benn Levy, produzido por Alfred Hitchcock e estrelado por Gerald du Maurier, Gertrude Lawrence, Benita Hume e Nigel Bruce. É uma adaptação da peça de 1915 The Case of Lady Camber, de Horace Annesley Vachell.

## Sinopse
Um aristocrata se casa com uma cantora, mas em seguida, tenta matá-la quando ele se apaixona por outra mulher.

## Elenco
- Gerald du Maurier - Doutor Napier
- Gertrude Lawrence - Lady Camber
- Benita Hume - Janet King
- Nigel Bruce - Lord Camber
- Clare Greet - Peach
- A. Bromley Davenport - Sir Bedford Slufter
- Betty Norton - Hetty
- Harold Meade - Ainley
- Hugh E. Wright
- Hal Gordon - Gerente de palco
- Molly Lamont - Atriz